# Гастроскопия
Гастроскопията, известна още като езофагогастродуоденоскопия (EGD), е медицинска процедура, използвана за изследване на горния храносмилателен тракт, който включва хранопровода, стомаха и дванадесетопръстника (първата част на тънките черва).
По време на гастроскопия дълга, тънка, гъвкава тръба с камера и светлина в края (наречена ендоскоп) се вкарва през устата и надолу в стомаха и тънките черва. Камерата в края на ендоскопа изпраща изображения към монитор, което позволява на лекаря да изследва лигавицата на горния храносмилателен тракт за аномалии като язви, възпаления или тумори.
Гастроскопията може да се извърши по редица причини, включително:
1.За изследване на причината за симптоми като постоянни киселини, гадене, повръщане или затруднено преглъщане.
2.За диагностициране на състояния като пептична язва, гастроезофагеална рефлуксна болест (ГЕРБ) или хранопровод на Барет.
3.За получаване на тъканни проби за биопсия, които могат да се използват за диагностициране на състояния като целиакия или рак.
4.За отстраняване на малки израстъци или полипи от лигавицата на храносмилателния тракт.
Гастроскопията обикновено се извършва като амбулаторна процедура със седация. Пациентите могат да бъдат посъветвани да избягват да ядат или пият няколко часа преди процедурата, за да се гарантира, че стомахът е празен. След процедурата пациентите могат да изпитат известен дискомфорт в гърлото или подуване на корема, но тези симптоми обикновено преминават бързо.